# Kersaint (1931)
Kersaint var en av sex jagare (contre-torpilleurs) i Vauquelin-klassen som byggdes för den franska flottan (Marine Nationale) under 1930-talet. Fartyget togs i tjänst 1934 och tillbringade större delen av sin karriär i Medelhavet. Under det spanska inbördeskriget 1936-1939 var hon ett av de fartyg som hjälpte till att upprätthålla icke-interventionsavtalet. När Frankrike förklarade krig mot Tyskland i september 1939 tilldelades alla Vauquelin-klass jagare till högsjöstyrkorna (Forces de haute mer (FHM)) som hade till uppgift att eskortera franska konvojer och stödja de andra kommandona efter behov. Kersaint hjälpte till att skydda en grupp fraktfartyg i Atlanten en gång, men stannade i övrigt kvar i Medelhavet under hela kriget.
Vichyfrankrike reformerade FHM efter den franska kapitulationen i juni. Kersaint var närvarande när Royal Navy attackerade fartygen i franska Algeriet i juli för att förhindra att de överlämnades till tyskarna, men lyckades fly. Fartyget låg i reserv tills det aktiverades i mitten av 1941. Kersaint sänktes i Toulon när tyskarna ockuperade Vichyfrankrike i november 1942. Fartyget bärgades inte i någon större utsträckning under kriget och vraket skrotades 1950.

## Design och beskrivning

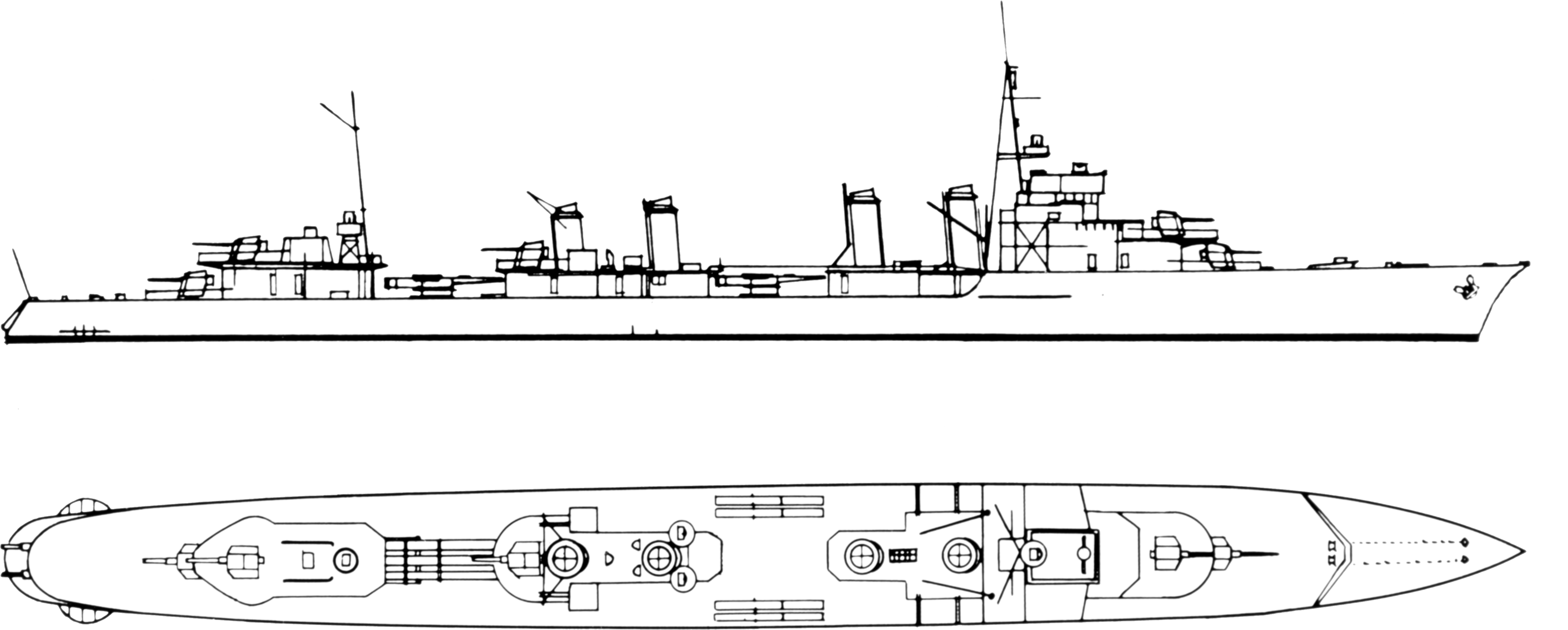
Planritning över en Vauquelin-klass jagare

Fartygen i Vauquelin-klassen konstruerades som förbättrade versioner av de tidigare jagarna i Aigle-klassen. De hade en total längd på 129,3 meter, en bredd på 11,8 meter, och ett djupgående på 4,97 meter. Fartygens deplacement var 2 441 ton vid standardlast och 3 120 ton vid fullast. De drevs av två växlade ångturbiner som var och en drev en propelleraxel med ånga från fyra Du Temple-pannor. Turbinerna var konstruerade för att producera 64.000 hästkrafter (47.000 kW; 63.000 shp), vilket kunde driva fartygen i 36 knop (67 km/h). Under sjötesterna den 28 juli 1933 gav Kersaints Parsons-turbiner 70 997 PS (52 218 kW; 70 026 shp) och hon nådde 38,4 knop (71,1 km/h) under en timme. Fartygen medförde tillräckligt med bränsle för att ge dem en räckvidd på 3 000 nautiska mil (5 600 km) vid 14 knop (26 km/h). Besättningen bestod av 10 officerare och 201 sjömän i fredstid och 12 officerare och 220 man i krigstid.
Vauquelin-klassens huvudbestyckning bestod av fem 13,9 cm kanoner av modell 1927 i enkla skyddade fästen, ett par för och akter om överbyggnaden och den femte kanonen bakom den aktre skorstenen. Deras luftvärn bestod av fyra 37-millimeters Modèle 1927-kanoner i enkelmontage placerade midskepps och två tvillingmontage för 13,2-millimeters Hotchkiss Modèle 1929-kulsprutor på fördäcket bredvid bryggan. Fartygen hade två tvillingfästen för 55 cm torpedtuber över vattnet, ett par på varje bredsida mellan varje par skorstenar samt ett trippelfäste akter om det bakre paret skorstenar som kunde avfyras åt båda sidor. Ett par sjunkbombsrälsar var inbyggda i aktern; dessa rymde totalt sexton 200-kilos sjunkbomber, med ytterligare åtta i reserv. De var också utrustade med ett par sjunkbombskastare, en på varje sida jämsides med de akterliga skorstenarna, för vilka de hade ett dussin 100 kilogram sjunkbomber. Fartygen kunde utrustas med räls för att släppa 40 Breguet B4 530 kilogram sjöminor.

### Modifikationer
Sjunkbombskastarna togs bort 1936 och fler 200-kilos sjunkbomber fördes i deras ställe. Fartygets Hotchkiss-kulsprutor placerades om framför bryggan i början av 1939. Kersaint utrustades med ett brittiskt Alpha 128 ASDIC-system i april 1940. Marinen omprövade sin taktik för ubåtsjakt efter krigsutbrottet i september och återinförde till slut ett par sjunkbombskastare, även om dessa var av en äldre modell än den som tidigare hade installerats. Som en tillfällig åtgärd installerades ett par skenor i aktern för 35 kilos sjunkbomber. Varje skena kunde rymma tre sjunkbomber och ytterligare tio förvarades i magasinet. Fartyget fick sina avsedda sjunkbombskastare under ombyggnaden i maj-juni 1941. Samtidigt utökades hennes luftvärn när den aktre överbyggnaden byggdes om och stormasten togs bort för att rymma tre 25-millimeters Hotchkiss Modèle 1925 luftvärnskanoner i enkelmontage och ett par Browning 13,2-millimeters kulsprutor, även de i enkelmontage.

## Konstruktion och tjänstgöring
Kersaint, döpt efter Guy François de Kersaint, beställdes den 1 februari 1930 från Ateliers et Chantiers de la Loire (ACL) som en del av 1929 års flottprogram. För att hålla arbetarna på Chantiers Navals Français sysselsatta beställdes fartygets skrov från det företagets varv i Caen. Det kölsträcktes den 19 september 1930 och sjösattes den 14 november 1931. Det ofullständiga fartyget bogserades sedan till ACL:s varv i Saint-Nazaire för att färdigställas. Fartyget beställdes den 20 september 1933 och togs i bruk den 14 januari 1934. Driftstarten försenades flera månader på grund av problem med växellådorna och med en av turbinerna.
När Vauquelin-klassen togs i tjänst tilldelades de den 5:e och den nybildade 6:e lätta divisionen (Division légère (DL)) som senare ombetecknades till spaningsdivisioner (Division de contre-torpilleurs). Kersaint och hennes systerfartyg Vauquelin och Maillé Brézé tilldelades den 6:e DL i den 2:a lätta eskadern (2e Escadre légère) i den 2:a eskadern (2e Escadre), baserad i Brest. Den 6:e DL överfördes till gruppen av stora jagare (Groupe de contre-torpilleurs (GCT)) i 1:a eskadern (1e Escadre) i Toulon i oktober 1934 och den omnumrerades till den 9:e. Den 27 juni 1935 deltog alla Vauquelin-klass jagare, utom Cassard, i en flottuppvisning som leddes av marinministern (Ministre de la Marine) François Piétri i Baie de Douarnenez efter kombinerade manövrar av 1:a och 2:a eskadern.
Efter det spanska inbördeskrigets utbrott i juli 1936 var Kersaint och Cassard bland de fartyg som fick i uppdrag att evakuera franska medborgare från Spanien den 22 juli och senare att patrullera de övervakningszoner som Frankrike hade tilldelats. Efter den 24 september tilldelades de flesta contre-torpilleurs och jagare i Medelhavet dessa uppgifter i månadsvis rotation som en del av icke-interventionspolitiken. GCT återgick till sin tidigare beteckning som 3:e lätta eskadern den 15 september. Från och med den 1 oktober tillhörde Kersaint, Maillé Brézé och Cassard den 9:e DL medan Vauquelin, Tartu och Chevalier Paul tillhörde den 5:e, vilka båda tillhörde Medelhavsskvadronen som den 1:a skvadronen nu kallades. Den 9:e DL deltog i en flottuppvisning som hölls av marinminister Alphonse Gasnier-Duparc i Brest den 27 maj 1937. Följande år seglade Medelhavseskadern i östra Medelhavet i maj-juni 1938; eskadern ombetecknades till Medelhavsflottan (Flotte de la Méditerranée) den 1 juli 1939.
Den 27 augusti, i väntan på krig med Nazityskland, planerade den franska flottan att omorganisera Medelhavsflottan till Forces de haute mer med tre eskadrar. När Frankrike förklarade krig den 3 september beordrades omorganisationen och 3:e lätta skvadronen, som inkluderade 5:e och 9:e spaningsdivisionerna med alla fartyg av Vauquelin-klass, tilldelades 3:e skvadronen. Skvadronen förflyttades till Oran, franska Algeriet, den 3 september och fartygen i 9:e spaningsdivisionen tilldelades eskortuppdrag i västra Medelhavet i början av oktober. Den 22 december mötte Kersaint, Maillé Brézé och de stora jagarna Albatros, Vauban och Bison upp med Force Z, slagskeppet Lorraine och de lätta kryssarna Jean de Vienne och Marseillaise, som eskorterade fyra lastfartyg lastade med amerikanska flygplan till Casablanca i Franska Marocko. Några dagar före den franska kapitulationen den 22 juni eskorterade Kersaint sjöflygplanstendern Commandant Teste från Toulon till Oran, trots att bara en propelleraxel fungerade, och fortsatte sedan till närliggande Mers-el-Kébir. Fartyget var närvarande när britterna anföll flottan i hamnen den 3 juli för att inte fartygen skulle överlämnas till tyskarna, men lyckades fly till Toulon utan skador, trots att hennes maximala hastighet på en axel bara var 20 knop (37 km/h).

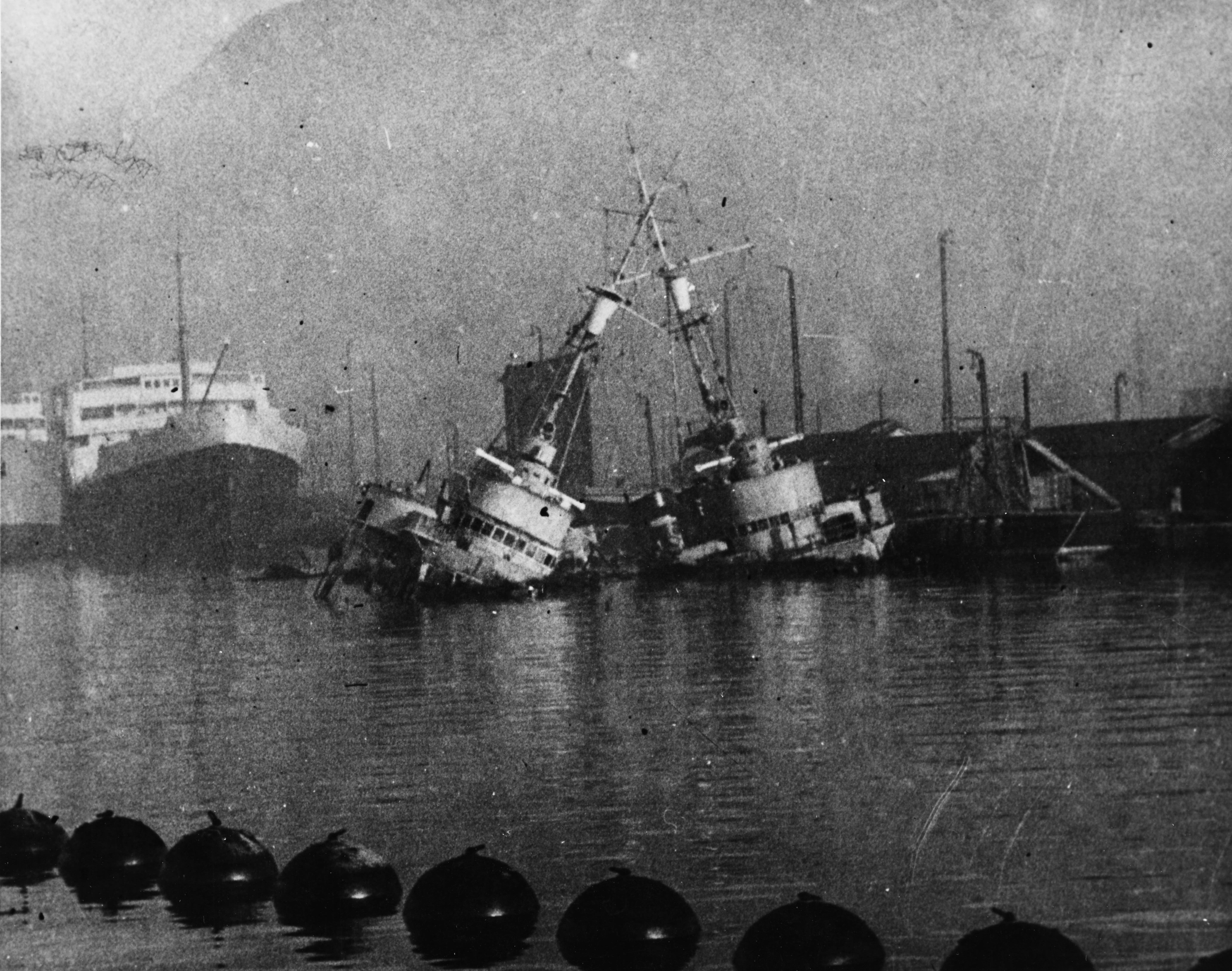
Vauquelin (vänster) och Kersaint sänkta i Toulon, 27 november 1942

Den franska Vichyregimen återupprättade Forces de haute mer (FHM) den 25 september efter att ha förhandlat fram regler som begränsade styrkans aktiviteter och antal med de italienska och tyska vapenstilleståndskommissionerna. Kersaint var i reserv tills hon tilldelades FHM den 15 juni 1941 och tilldelades den 7:e spaningsdivisionen. Fartyget överfördes till Alger, franska Algeriet, i början av december för att förbereda sig för att eskortera det skadade slagskeppet Dunkerque tillbaka till Toulon i februari 1942. Efter att de allierade invaderat franska Nordafrika den 8 november försökte tyskarna erövra de franska fartygen i Toulon intakta den 27 november, men fartyget sänktes av sin besättning. Kersaint lade sig på hamnens botten och fick svår slagsida. Få försök gjordes att bärga henne och vraket skrotades på plats 1950.